# Trattato anglo-portoghese del 1373
Il trattato anglo-portoghese è un trattato internazionale del 1373 siglato tra Edoardo III d'Inghilterra e Ferdinando I ed Eleonora di Portogallo. Esso sancì "amicizie, unioni e alleanze perpetue" tra le due nazioni, e costituisce il più antico trattato di pace ancora valido del mondo.
Il passo più importante del Trattato indica che
Nei secoli è stato ratificato e modificato più volte: nel 1386, 1643, 1654, 1660, 1661, 1703, 1815 e in una dichiarazione segreta del 1899. Esso fu riconosciuto nei Trattati di Arbitrato nel XX secolo tra la Gran Bretagna e il Portogallo nel 1904 e il 1914.
Esso fu attivato durante la Seconda guerra mondiale: nella prima parte del conflitto il Portogallo rimase neutrale in accordo coi britannici, il cui interesse non era quello di portare la guerra nella penisola iberica, e fu attivato con pieni poteri nel 1943 dal governo di Londra di Winston Churchill e da quello di Lisbona; dopo 3 mesi di negoziati furono garantiti alla Gran Bretagna alcuni aeroporti e alcune strutture navali nelle Azzorre, per contrastare la minaccia degli U-Boot.
Nonostante gli oltre sei secoli di durata del trattato, non sempre i suoi termini sono stati rispettati. Non è mai stata dichiarata guerra tra le due nazioni, ma non sempre esse sono state dalla stessa parte nei tanti conflitti che hanno attraversato l'Europa nel II millennio. Nella guerra luso-olandese (1588-1593) gli inglesi aiutarono apertamente gli olandesi, nel tentativo di limitare il potere degli Asburgo, cui faceva capo l'Impero Portoghese, allora governato in unione personale con la Spagna asburgica.
Nei primi anni quaranta del XX secolo fu anche perpetrato un disarmo forzato dei territori dell'Africa Occidentale Portoghese, dell'Africa Orientale Portoghese e di diverse isole atlantiche governate da Lisbona, in seguito ai timori degli Alleati che il Portogallo, allora sotto il regime fascista di António de Oliveira Salazar, potesse stringere un patto con la Germania nazista ed entrare a far parte delle Potenze dell'Asse. Nonostante le proteste formali da parte del governo portoghese prima, e le rivolte locali poi, il Portogallo rimase neutrale nei primi anni della guerra, mentre diversi volontari portoghesi si unirono alle forze alleate per resistere all'invasione giapponese dei possedimenti lusitani nel Pacifico, Timor Est e Macao.